# Slag bij Aalsum
De Slag bij Aalsum of Slag bij Molenzijl (ook aangeduid met de Friese namen: Mounesyl of Molesyl) was een veldslag in de Donia-oorlog en vond plaats op vrijdag 11 oktober 1463. Het gevecht heeft zich afgespeeld bij het voormalige klooster Aalsum en Molenzijl aan de Leppedijk (Leppedyk) bij de rivier de Boorne, vlak onder Irnsum. Anno 2019 staat op die plek een oud huis van een boerderij, maar in vroegere tijden was het een waterkering en ten zuiden ervan was een klooster dat klooster Aalsum werd genoemd.  
In oude kronieken is sprake van een slag bij het klooster waarin Jancko Douwema zich schuilhield voor zijn tegenstanders de Donias, en die door hem verslagen werden.   

## De slag
Jancko Douwema die zich op 11 juli 1463 met zijn mannen in het klooster bij Aalsum voor hun tegenstanders hadden verscholen, werden deze dag aangevallen door een legermacht van de Donia's. Deze laatsten hadden zich met een groot aantal bevriende hoofdelingen vanuit Irnsum over de Leppedijk naar het klooster toe begeven. 
Tegen de verhoudingen in deed Jancko Douwema plotseling een drieste uitval waarbij hij zijn vijand op het verkeerde been zette en op de vlucht dreef. Volgens de Friese geschiedenisschrijver Thabor viel het aantal slachtoffers mee, maar 7 knechten en een hoofdeling schoten het leven erbij in. 